# Coppa del Re 1994 (hockey su pista)
La Coppa del Re 1994 è stata la 51ª edizione della principale coppa nazionale spagnola di hockey su pista. La competizione ha avuto luogo dal 14 maggio e si è conclusa con le final four presso il Pavelló de l'Ateneu Agrícola di Sant Sadurní d'Anoia il 17 luglio 1994. 
Il trofeo è stato conquistato dal Barcellona per la dodicesima volta nella sua storia superando in finale il Liceo La Coruña.

## Risultati

### Primo turno
| Squadra 1     | Totale  | Squadra 2 | Andata | Ritorno |
| ------------- | ------- | --------- | ------ | ------- |
| Voltregà      | 2 - 9   | Tordera   | 2 - 4  | 0 - 5   |
| Cerdanyola    | 9 - 6   | Vila Seca | 2 - 1  | 7 - 5   |
| Reus Deportiu | 9 - 3   | Vilanova  | 4 - 2  | 5 - 1   |
| Vic           | 13 - 5  | Horta     | 6 - 1  | 7 - 4   |
| Blanes        | 10 - 13 | Vendrell  | 4 - 6  | 6 - 7   |
| Vilafranca    | 12 - 6  | Piera     | 5 - 1  | 7 - 5   |

### Secondo turno
| Squadra 1  | Totale | Squadra 2       | Andata | Ritorno |
| ---------- | ------ | --------------- | ------ | ------- |
| Vilafranca | 7 - 6  | Vendrell        | 3 - 3  | 4 - 3   |
| Cerdanyola | 5 - 6  | Tordera         | 2 - 2  | 3 - 4   |
| Noia       | 9 - 11 | Liceo La Coruña | 3 - 4  | 6 - 7   |
| Flix       | 9 - 7  | Maçanet         | 5 - 1  | 4 - 6   |
| Vic        | 8 - 5  | Reus Deportiu   | 3 - 2  | 5 - 3   |

### Quarti di finale
| Squadra 1       | Totale | Squadra 2 | Andata | Ritorno |
| --------------- | ------ | --------- | ------ | ------- |
| Barcellona      | 9 - 8  | Flix      | 5 - 6  | 4 - 2   |
| Liceo La Coruña | 4 - 2  | Tordera   | 1 - 2  | 3 - 0   |
| Vilafranca      | 11 - 2 | Vic       | 5 - 1  | 6 - 1   |

- Igualada qualificato direttamente alle final four per sorteggio[1].

### Final four

#### Semifinali
| Sant Sadurní d'Anoia 16 luglio 1994 | Igualada | 1 – 3 | Liceo La Coruña | Pavelló de l'Ateneu Agrícola |

| Sant Sadurní d'Anoia 16 luglio 1994 | Barcellona | 4 – 3 | Vilafranca | Pavelló de l'Ateneu Agrícola |

#### Finale
| Sant Sadurní d'Anoia 17 luglio 1994 | Barcellona | 5 – 3 | Liceo La Coruña | Pavelló de l'Ateneu Agrícola |